# Король Віслюк
Король Віслюк (урду دی ڈونکی كِنگ, англ. The Donkey King) — пакистанський комп'ютерний анімаційний комедійний фільм 2018 року режисера Азіза Джіндані. Фільм знято кіностудією Talisman Studios.
Офіційний прокат в Пакистані розпочався 13 жовтня 2018 року; пакистанським дистриб'ютором виступила компанія Geo Films.
Офіційний прокат фільму в Україні розпочався 12 грудня 2019 року й тривав три тижні; українським дистриб'ютором виступила компанія UFD. Після українського кінопрокату фільм з українською кінопрокатною аудіо доріжкою не вийшов ні на легальних DVD, ні на цифрових носіях й мультфільм станом на грудень 2021 року неможливо переглянути легально з українським дубляжем, який показували в кінотеатрі. 25 грудня, українською, мультфільм показує канал «Pixel».

## Сюжет
За сюжетом віслюк Мангу не має жодного уявлення про роль президента в державі, відповідних манер та знань, однак має величезне бажання зробити свою країну великою, а народ щасливим. Мешканці називають віслюка «народним кандидатом» та сліпо вірять його обіцянкам. А сам персонаж в українській локалізації пакистанської кінокомедії часто використовує фразу чинного українського президента: «Дякую, дуже дякую!». Бегемот, має ім'я Рональд Крамп (англ. Ronald Crump), що є співзвучно з Дональд Трамп — тодішнім президентом США.

## У ролях
- Афзал Хан — Ян Мангу, віслюк-пральник та новий король Азад Нагара.
- Хіна Ділпазер – міс Фітна, лисиця
- Гулам Мохуддін – лев Бадша Хан
- Адель Хашмі – Шахзада Хан, син Бадша Хана
- Файсал Куреші – телеведуча, мавпа
- Сальман Саквіб – Рангела, хамелеон
- Явед Шайх – Чангу, батько Мангу
- Ісмаїл Тара — Пехалван Чача
- Шафаат Алі – Рональд Крамп, бегемот
- Ірфан Хоосат – Джамбура, власник медіа, мавпа; і Рафтаар, черепаха
- Шаббір Ян – Сардар Чача, ведмідь
- Сахіба Афзал – любовний інтерес Мангу
- Ахсан Рахім – містер Пропаганда, тигр
- Ірфан Малік – Паноті, зебра
- Алі Хасан — дядько Раджа
- Шахбаз Вовк Раджпут — маленький друг Осла Раджа

## Український дубляж
Фільм дубльовано студією AAA-Sound на замовлення компанії UFD у 2019 році.
- Режисер дубляжу — Олександр Єфімов

Ролі дублювали:
- Ян Мангу — Павло Скороходько
- Нікс — Катерина Брайковська
- лев Бадша Хан — Михайло Кришталь
- Рангела — Дмитро Завадський
- Чангу — Євген Пашин

## Виробництво
У серпні 2018 року вийшов перший огляд мультфільму режисера Азіза Джіндані, розроблений та продюсований Talisman Studios та Geo Films. Джіндані заявив, що ідею фільму мав з 2003 року, а над фільмом почав працювати у 2013 році під час роботи над його мультсеріалом Commander Safeguard.
Тизер фільму вийшов 20 серпня 2018, трейлер вийшов 23 вересня 2018.

## Саундтрек
Музичне відео «Віслюк Раджа» (Remix), режисер Ахсан Рахім, було випущене 9 жовтня 2018 року. Shuja Haider був номінований за пісню «Donkey Raja» у категорії «Найкращий виконавець» на Lux Style Awards.

## Показ

### Міжнародна прем'єра
Оголошена світова дата виходу фільму була 13 жовтня 2018 року, фактично він вийшов на день раніше. Прем'єра відбулася того ж дня в кінотеатрах Nueplex, у DHA, Карачі. Він також став першим пакистанським фільмом, що вийшов у Південній Кореї 28 серпня 2019 року та в Іспанії 4 жовтня 2019 року, де його озвучили трьома мовами – іспанською, каталонською та баскською – та вийшов під заголовками El Rey Burro, El Rei Ruc та Asto Erregea відповідно на 50 екранах по всій Іспанії.

### Українська прем'єра
В Україні анімаційний фільм Король Віслюк вийшов 12 грудня 2019 року, приблизно за рік після світової прем'єри. Фільм в Україні був у прокаті стандартні 2 тижні, у деяких кінотеатрах України показ тривав три тижні — до 1 січня 2020 року.
Станом на 3 січня 2020 року збори в Україні склали понад ₴908 тис. гривень ($34.4 тис. дол. США).

## Сприйняття

### Сприйняття в Пакистані
Ще до виходу у прокат стрічка викликала суперечливу реакцію у Пакистані. Ще до виходу у кінопрокат у Пакистані було подано публічну петицію, яка вимагала заборонити показ фільму його через політичні теми, а також висміювання касти раджі, однак Вищий суд Ісламабаду відхилив цю петицію.. У Пакистані також були й деякі інші політичні контроверсійності пов'язані з фільмом, зокрема деякі оглядачі нарікали на схожість головного протагоніста-віслюка з тодішнім прем'єр-міністром Пакистану Імраном Ханом.

### Сприйняття в Україні
У грудні в українських ЗМІ з'явилася чутки, що фільм нібито зняли з прокату раніше попередньо-запланованого терміну нібито через схожість на шостого президента України Володимира Зеленського.. Офіційний прокатник мультфільму в Україні Ukrainian Film Distribution пояснив, що «Чутки про політичне втручання — лише чутки. Просто завершився плановий термін прокату. Не більше. Мультфільм „Король Віслюк“ показували в багатьох містах України з 12 грудня по 1 січня 2020 року».